# Ludvig Holm
Ludvig Sofus Adolf Theodor Holm, född 24 december 1858 i Köpenhamn, död där 8 april 1928, var en dansk violinist och tonsättare. Han var son till Vilhelm Holm.
Holm var elev vid Det Kongelige Danske Musikkonservatorium (1874–78) och till Valdemar Tofte och Anton Svendsen. Han var violinist i Det Kongelige Kapel från 1880, konsertmästare 1899 och avgick 1917. Han var direktör för C.F.E. Hornemans musikkonservatorium 1906–20. Han komponerade variationer för piano och andra pianostycken, svit för piano, sånger, pianokvintett, stråkkvartett samt konsert för violin och orkester.

## Utmärkelser
- Riddare av Dannebrogorden,  1905[1]

[Redigera Wikidata]